# Júlia Sebestyén
Júlia Sebestyén [ˈjuːliɒ ˈʃɛbɛʃceːn] (* 14. Mai 1981 in Miskolc) ist eine ehemalige ungarische Eiskunstläuferin, die im Einzellauf startete. Sie wurde 2004 die erste ungarische Europameisterin im Einzellauf der Damen.
Sebestyén begann mit vier Jahren mit dem Eiskunstlaufen. Bis zu ihrem 13. Lebensjahr trainierte sie auf der Freilufteisbahn Tiszaújváros. Sie startete während ihrer gesamten Karriere für den Tiszaújvárosi SC. Ihr Trainer war zuletzt Gurgen Vardanjan. Im Jahre 2004 gewann Sebestyén überraschend den Europameistertitel bei den Damen und damit den ersten für Ungarn. Ungarn hatte zwar schon zwei Weltmeisterinnen (Lily Kronberger und Opika von Méray Horváth), aber zu ihrer Zeit gab es noch keine Damenkonkurrenz bei Europameisterschaften. Nach ihrem Europameistertitel folgte eine Zeit mit schwächeren Resultaten. Im November 2006 gewann sie jedoch den Grand Prix Wettbewerb in Nanjing, China.

## Erfolge
| Wettbewerb/Wintersaison    | 1995 | 1996 | 1997 | 1998 | 1999 | 2000 | 2001 | 2002 | 2003 | 2004 | 2005 | 2006 | 2007 | 2008 | 2009 | 2010 |
| -------------------------- | ---- | ---- | ---- | ---- | ---- | ---- | ---- | ---- | ---- | ---- | ---- | ---- | ---- | ---- | ---- | ---- |
| Olympische Winterspiele    |      |      |      | 15.  |      |      |      | 8.   |      |      |      | 18.  |      |      |      | 17.  |
| Weltmeisterschaften        | –    | –    | –    | 19.  | 19.  | 7.   | 18.  | 8.   | 14.  | 6.   | 12.  | 22.  | 12.  | 11.  | –    | 15.  |
| Europameisterschaften      | 15.  | –    | –    | 17.  | 6.   | 6.   | 6.   | 10.  | 3.   | 1.   | 4.   | 14.  | 9.   | 4.   | 8.   | 6.   |
| Ungarische Meisterschaften | 2.   |      | 3.   |      | 2.   | 2.   | 2.   | 1.   | 1.   | 1.   | 1.   | 1.   | 1.   | 1.   | 1.   | 1.   |